# 강서우
강서우(2007년 2월 3일 ~ )은 대한민국의 여자 배구선수이다. 현재 수원 현대건설 힐스테이트 소속 미들블로커로 활약하고 있다.